# Kristofer Janson

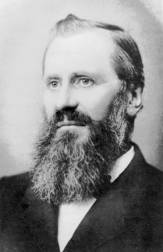
Kristofer Janson

Kristofer Nagel Janson (* 5. Mai 1841 in Bergen, Norwegen; † 17. November 1917 in Kopenhagen, Dänemark) war ein norwegischer Schriftsteller.
Kristofer Janson schloss sich in Christiania, wo er bis 1865 Theologie studierte, der Landsmål-Sprachbewegung an und leitete später mehrere Jahre lang eine sogenannte folkehøgskole (Volkshochschule), d. h. eine Schule für junge Frauen und Männer vor allem aus ländlichen Gebieten.
Zugleich trat er als Erzähler mit Geschichten aus dem Bauernleben auf, wie
- Fraa Bygdom (1865)
- Han og ho
- Marit Skjølte (1868)
- Torgrim (1872)
- Den Bergtekne (1876) u. a., ließ auch einen Band lyrischer Gedichte: Norske Dikt (1867) sowie eine historische Tragödie: Jon Arason (1867) erscheinen.

1876 erhielt er vom norwegischen Storting einen Jahressold von 1600 Kronen für seine Verdienste um Sprache und Literatur.
Weitere Dichtungen von Janson (wie die früheren im Landsmål verfasst) sind:
- Sigmund Bresteson, episches Gedicht (1872)
- Fraa Dansketidi, historischer Roman aus dem 16. Jahrh. (1875)
- Austanfyre sol og Vestanfyre Maane, Märchendichtung (1879)

Das moderne Drama En kvindeskjæbne (1879) ist dagegen im Riksmål verfasst.
1882 siedelte er nach Amerika über, wo er Prediger einer unitarischen Gemeinde wurde. Auf seine Initiative hin wurde auch die unitarische Kirche in Norwegen gegründet, der unter anderem Edvard Grieg angehörte. Sein in mehrfacher Hinsicht reifstes Dichterwerk, Præriens Saga (1885), entstand dort. Er schrieb ferner eine Reihe von Flugblättern und trat als freidenkerischer Theologe hervor.